# Armored Core V
Armored Core V (アーマード・コアV / ARMORED CORE V, Aamaado Koa Faibu) é um jogo para PlayStation 3 e XBox 360 lançado em 2012. Como o próprio nome sugere, este é o quinto game da franquia Armored Core., mas o primeiro a trazer um bem desenvolvido componente multiplayer, que conta com combates entre times de cinco jogadores e a possibilidade de ser promovido como líder de um batalhão cibernético.
Uma curiosidade a respeito do game é que, segundo a produtora do jogo, o player deve segurar o joystick, tanto do PS3 quanto do XBox 360, ao contrário, sendo esta a forma ideal de controlar os robôs da aventura. Segundo informações do próprio jogo, esta forma de jogar se chama “AC mochi” em japonês, que em tradução livre significaria algo como “a pegada de Armored Core”.